# Beto O’Rourke
Robert Francis "Beto" O'Rourke (født 26. september 1972 i El Paso i Texas) er en amerikansk forretningsmand og politiker, der i tre perioder har repræsenteret Texas' 16. kongresdistrikt i Repræsentanternes Hus for Demokraterne.
Han har været medlem af El Pasos byråd fra 2005 til 2011. O'Rourke blev valgt til Repræsentanternes Hus i 2012. Han søgte ikke genvalg i 2018, da han i stedet stillede op til senatsvalget, hvor han dog blev snævert besejret af Republikanernes Ted Cruz. 
Den 14. marts 2019 offentliggjorde Beto O'Rourke, at han var kandidat til Demokraternes primærvalg med henblik på at blive nomineret til partiets kandidat til Præsidentvalget i USA 2020 Den 1. november samme år meddelte han, at han trak sit kandidatur.